# Beethovena
Beethovena is een geslacht van vliesvleugeligen uit de familie Encyrtidae. De wetenschappelijke naam van dit geslacht is voor het eerst geldig gepubliceerd in 1932 door Girault.

## Soorten
Het geslacht Beethovena is monotypisch en omvat slechts de volgende soort:
- Beethovena longifasciata Girault, 1932